# Корнієнко Анатолій Васильович
Анатолій Васильович Корнієнко (рос. Анатолий Васильевич Корниенко; 25 лютого 1940, с. Кашперівка, Тетіївський район, Київська область, УРСР) — український і російський учений у галузі генетики, селекції буряків. Доктор сільськогосподарських наук, професор, член–кореспондент Російської академії сільськогосподарських наук.

## Життєпис
Анатолій Васильович Корнієнко народився 25 лютого 1940 року в селі Кашперівці Тетіївського району на Київщині.
Закінчив Уманський сільськогосподарський інститут.
Працював директором (1971—88) Центральної селекційно–генетичної станції НВО «Цукровий буряк» у місті Умані.
Від 1988 року — директор Всеросійського НДІ цукрових буряків і цукру ім. А. Л. Мазлумова; від січня 2003 року — керівник селекційного центру цукрового буряку Росії. Живе і працює в смт Рамонь Воронезької області Росії
Анатолій Васильович Корнієнко — Заслужений діяч науки Російської Федерації.
Учений є автором понад 225 наукових праць, зокрема книг і монографій та одного наукового відкриття. Отримав 29 авторських свідоцтв і патентів.